# Sabetha
Sabetha est une municipalité américaine principalement située dans le comté de Nemaha au Kansas. Lors du recensement de 2010, sa population est de 2 571 habitants.

## Géographie
Selon le Bureau du recensement des États-Unis, Sabetha s'étend en 2010 sur une superficie de 3,48 milles carrés (9,01 km2). La municipalité se trouve en partie dans le comté de Brown : sept habitants sur 1,59 mille carré (4,12 km2).

## Histoire

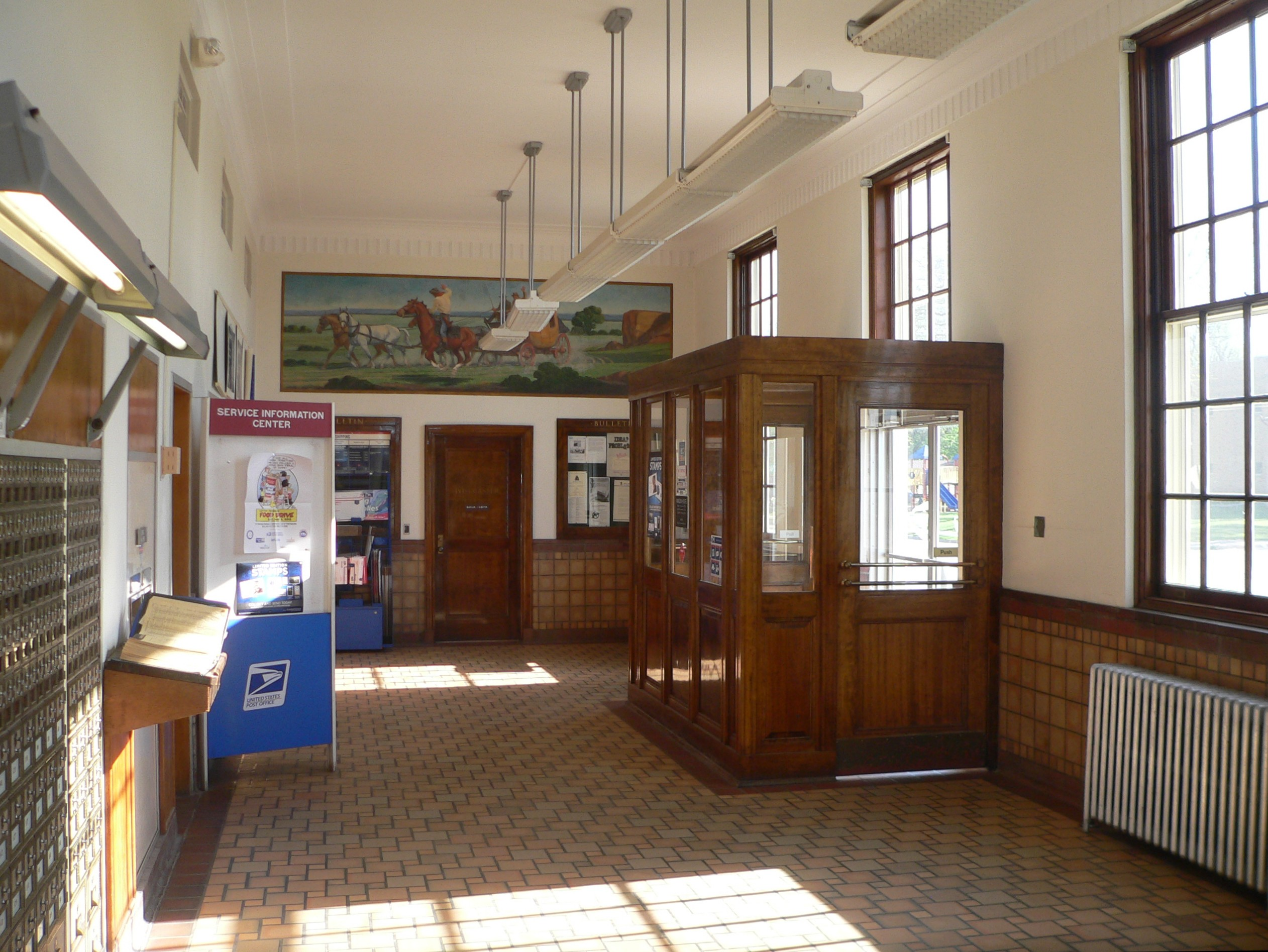
L'intérieur de la poste et sa peinture.

La localité est fondée en 1857, par Arthur W. Williams. Son bureau de poste ouvre l'année suivante, ferme en 1865 puis rouvre en 1866. Le nom Sabetha est une déformation de Sabbath ; il fait référence au jour où serait mort l'animal favori de son fondateur ou au jour de la fondation de son fort, un dimanche,.
La ville se trouve à l'intersection du Chicago, Rock Island and Pacific Railroad et du St. Joseph and Grand Island Railway. Elle devient une municipalité en 1874,.
Le bureau de poste de Sabetha est inscrit au Registre national des lieux historiques. Le bâtiment d'un étage, construit en 1936-37 en brique claire et en calcaire, accueille notamment une peinture The Hare and the Tortoise (« Le lièvre et la tortue »), peinte en 1937 par Albert T. Reid.

## Démographie
| Groupe            | Sabetha | Kansas | États-Unis |
| ----------------- | ------- | ------ | ---------- |
| Blancs            | 96,6    | 83,8   | 72,4       |
| Métis             | 1,3     | 3,0    | 2,9        |
| Afro-Américains   | 0,9     | 5,9    | 12,6       |
| Autres            | 0,6     | 3,9    | 6,2        |
| Amérindiens       | 0,5     | 1,0    | 0,9        |
| Asiatiques        | 0,1     | 2,4    | 4,8        |
| Total             | 100     | 100    | 100        |
|                   |         |        |            |
| Latino-Américains | 1,0     | 10,5   | 17,37      |

Selon l'American Community Survey, pour la période 2011-2015, 99,53 % de la population âgée de plus de 5 ans déclare parler l'anglais à la maison et 0,47 % déclare parler l'allemand.